# Diphascon nelsonae
Espèce
Diphascon nelsonae est une espèce de tardigrades de la famille des Hypsibiidae. 

## Distribution
Cette espèce est endémique d'Italie.

## Publication originale
- Pilato, Binda, Bertolani & Lisi, 2005 : Four new species of the Diphascon nobilei group (Eutardigrada, Hypsibiidae). Journal of Natural History, vol. 39, no 14, p. 1029-1041.